# 张彭慧
张彭慧（1954年8月—2014年9月8日），内蒙古赤峰市人，中华人民共和国政治人物。
毕业于辽宁大学中文系。1995年，担任内蒙古林西县代县长、县长。2000年3月，担任赤峰市市委常委、组织部部长。同年9月，改任呼和浩特市市委常委、组织部部长。2003年，担任呼和浩特市市委副书记。2008年，改任呼和浩特市政协主席。2014年9月8日，割腕自杀。